# Сверхбдительность
Сверхбди́тельность — состояние повышенной сенсорной чувствительности, сопровождаемой чрезмерно напряжённым поведением, целью которого является обнаружение угроз. Сверхбдительность также сопровождается состоянием повышенной тревожности, способным привести к переутомлению. К другим симптомам относят: аномально повышенное возбуждение, острую чувствительность к раздражителям и постоянный поиск угроз в окружающей среде.
В состоянии сверхбдительности происходит постоянный поиск знаков, звуков, людей, поведения, запахов или чего-либо ещё, напоминающего об опасности или психотравме. Человек постоянно напряжён, чтобы оставаться уверенным в том, что находится в безопасности. Сверхбдительность может привести к целому ряду навязчивых моделей поведения, а также вызвать трудности в социальном взаимодействии и отношениях.
Сверхбдительность может быть симптомом посттравматического стрессового расстройства (ПТСР) и различных видов тревожных расстройств. Она отличается от паранойи. На первый взгляд, параноидные состояния, например наблюдаемые при шизофрении, могут показаться похожими, но они отличаются по сути.
Сверхбдительность отличают от психопатологического репереживания, поскольку человек сохраняет обоснованное представление об окружении и осознает его. При психопатологическом репереживании страдающий ПТСР может утратить связь с реальностью и буквально заново переживать травматическое событие. В случае нескольких травм человек может стать сверхбдительным и испытывать настолько сильные приступы тревожности, что это может привести к бредовому состоянию, в котором впечатления соответствующих травм накладываются друг на друга. Это может привести к феномену «взгляда на две тысячи ярдов».

## Симптомы
Всё внимание людей со сверхбдительностью может занимать поиск возможных угроз, что может привести к потере связей с семьей и друзьями. Люди со сверхбдительностью «чрезмерно реагируют» на громкие и неожиданные звуки или ведут себя возбужденно в местах большого скопления людей. Часто такие люди имеют проблемы со сном.